# Bikaneri (dromadaire)
Le Bikaneri est une race de dromadaire domestique originaire du district de Bikaner en Inde. C'est la plus importante race de dromadaire du pays en raison de son histoire et par la taille de sa population.

## Présentation et historique
La race Bikaneri s'est développée au Rajasthan vers la fin du 15e siècle à partir des troupeaux du maharadjah Rao Bika (en). Elle est issue de divers croisements entre plusieurs races indiennes (Sindhi et Baluchi) et un dromadaire afghan. Son nom vient de la ville Bikaner. Elle est la race principale et la plus présente de la région de Bikaner et des districts alentour. Il est parfaitement adapté au climat désertique du Rajasthan.

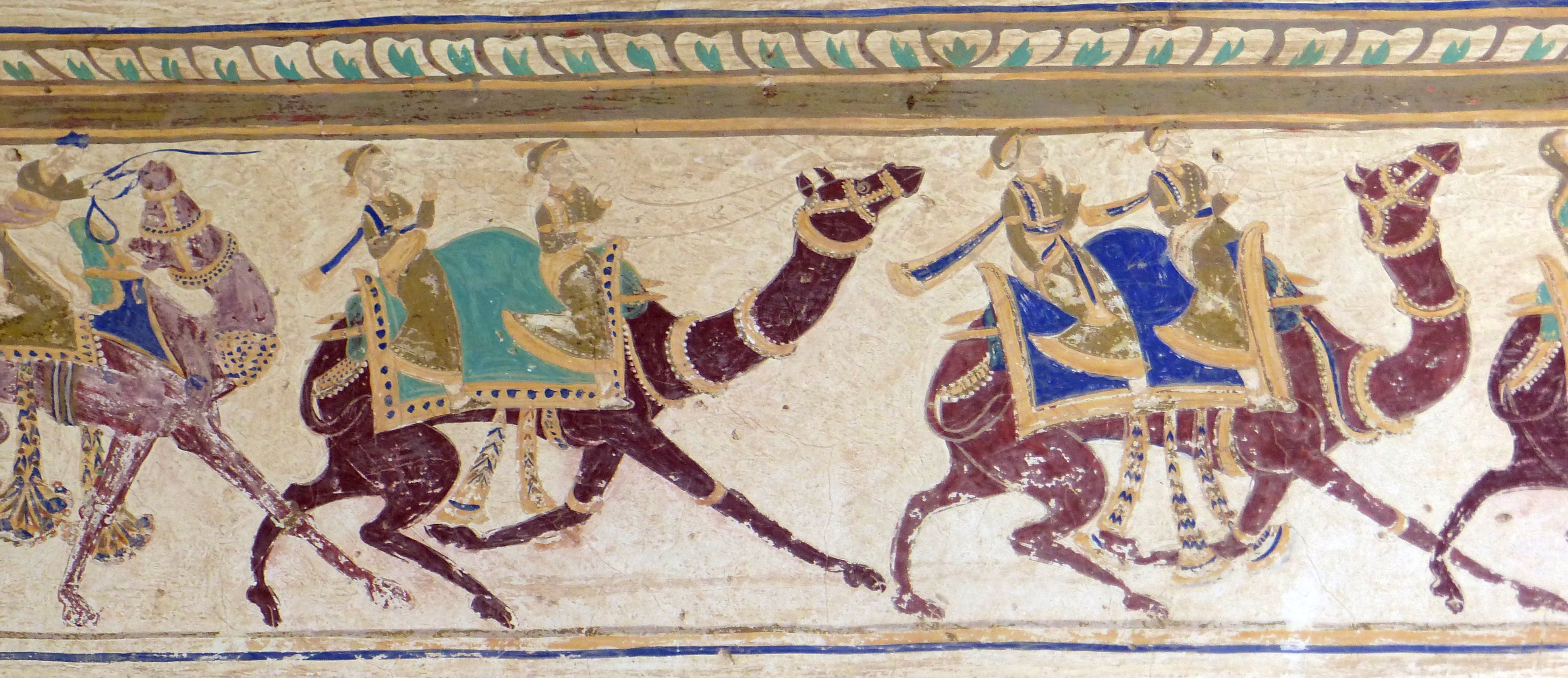
Parade de dromadaires (fresque murale du XIXe siècle, Mandawa).

## Description
Les animaux ont un pelage brun, allant du brun clair à un brun sombre presque noir. Le mâle mesure en moyenne 190 cm au garrot pour un poids de 640 kg. La chamelle pèse en moyenne 556 kg. Elle met bas à un seul petit en général. Le chamelon pèse environ 38 kg à la naissance (son poids peut varier entre 26 et 51 kg). La femelle produit entre 3,5 et 10 kg de lait par jour.

## Utilisations
Les dromadaires sont des animaux polyvalents mais la race Bikaneri est surtout connue pour sa force et est utilisée comme animal de trait. Il peut porter une charge de 200 à 250 kg sur plus de 100 km en une journée pour une vitesse de 25 à 30 km/h.

### Festival de chameaux de Bikaner
La ville de Bikaner est connue pour son festival de chameaux qui a lieu tous les ans au mois de janvier. Organisé par le ministère du Tourisme, de l'Art et de la Culture, il présente sur deux jours, des concours de beauté, des « danses » et des courses de chameaux. Les spectacles se déroulent derrière le fort de Junagarh (en).

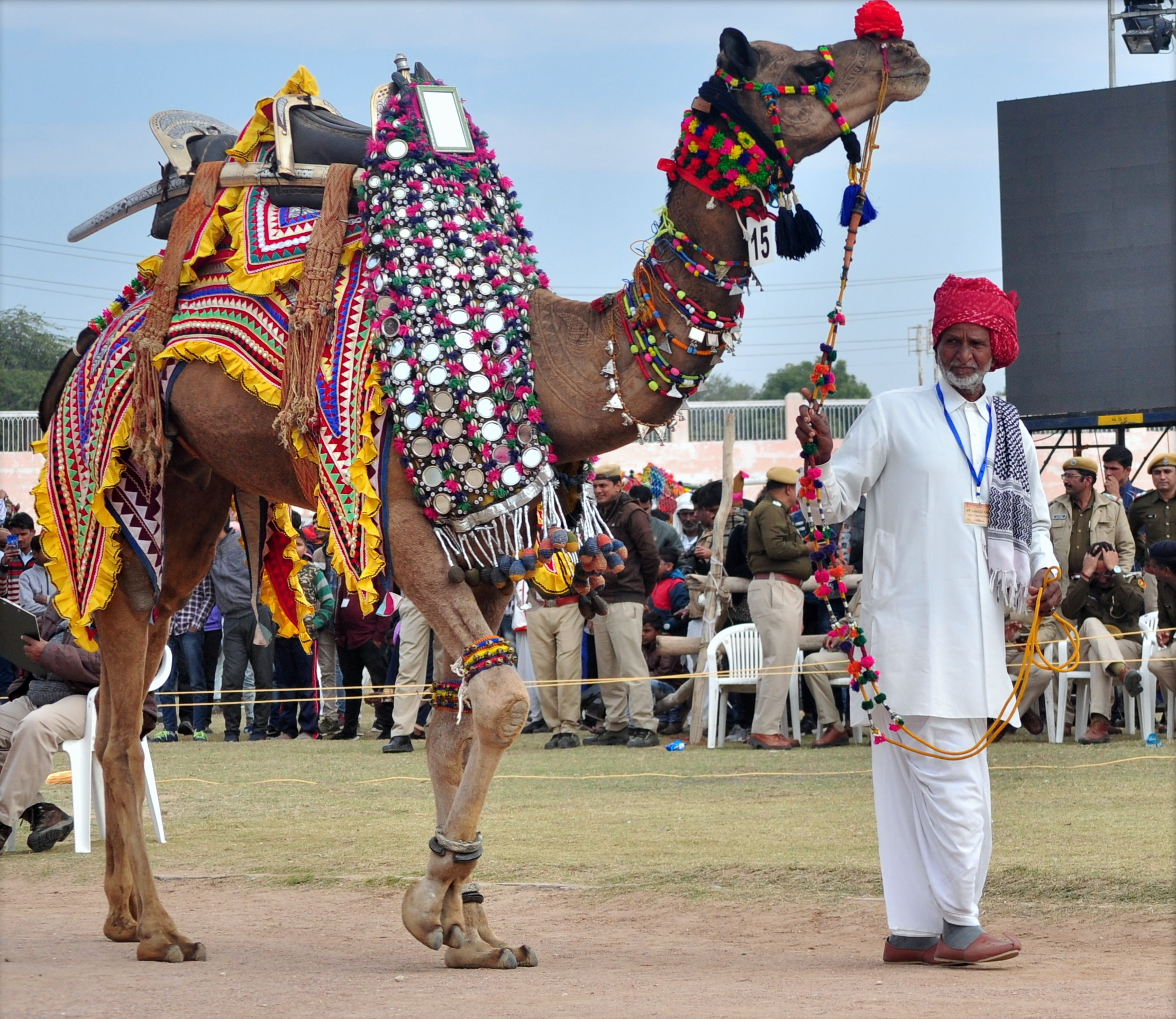
Dromadaire richement décoré au festival de Bikaner de 2020.
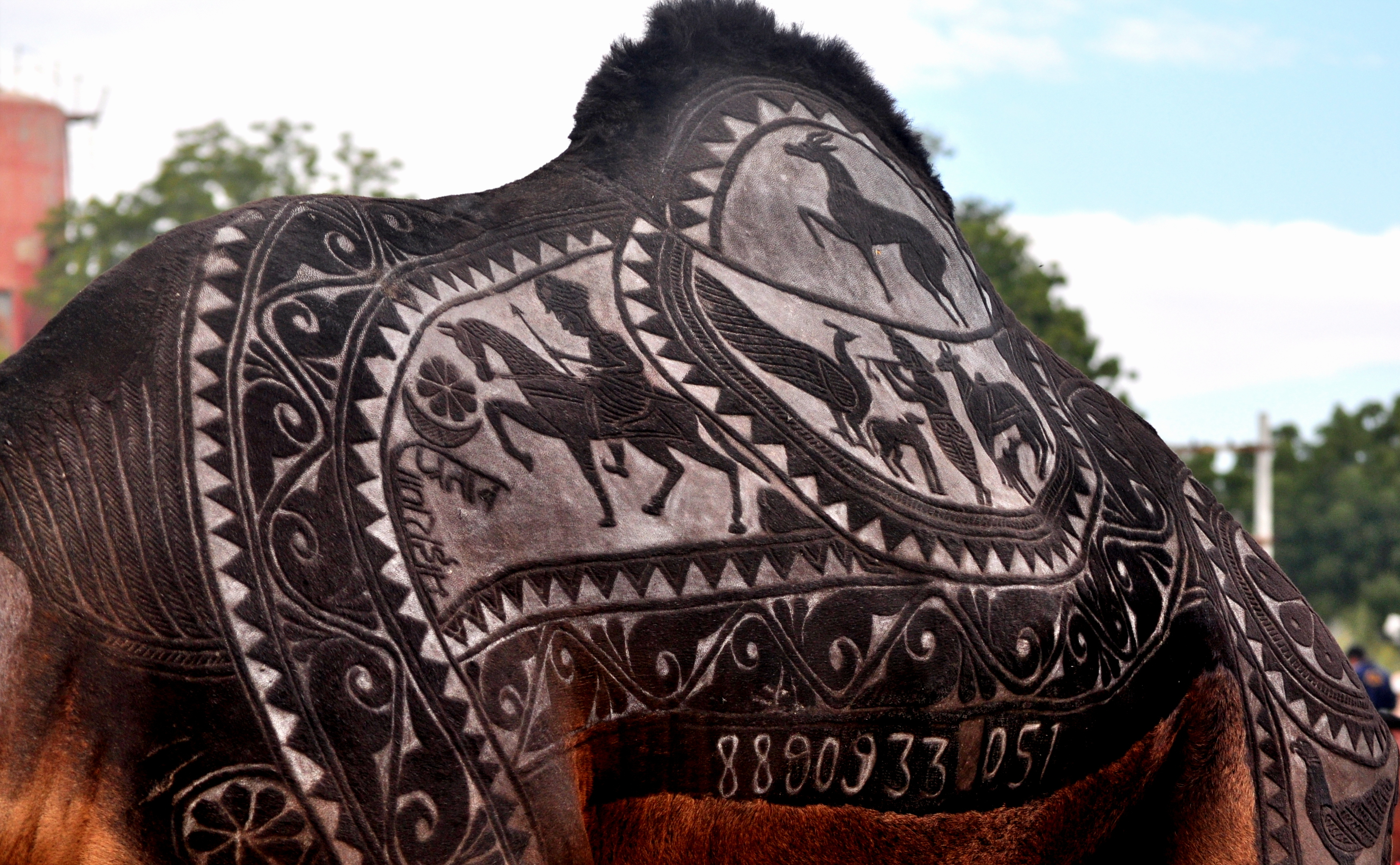
Dessin sur le dos d'un dromadaire au Festival de 2020.

## État de la population
En 2007, la FAO a classé la race au statut « non menacé ». En 2013, la population dépasse les 150 000 têtes et dans l'ouvrage de 2016, Mason's World Encyclopedia of Livestock Breeds and Breeding, il est estimé qu'elle représente la moitié des dromadaires présents dans le pays. Mais au début du 21e siècle, la chute du prix des animaux, de faibles ventes aux foires aux bestiaux et l’abattage d'un nombre important d'entre eux pour leur viande (toutes races confondues) font craindre un déclin important de la population de camélidés au Rajasthan.

### Articles
- (en) Saley Mahamadou (Mémoire DESS : Productions Animales en Régions Chaudes), Survey of draught camel for carting in an Indian desert town Bikaner and investigation on draught performance of Bikaneri camel, Bikaner, National Research Centre on Camel, 1993, 66 p.
- [Mahajan 2018] (en) Tanvi Mahajan et Subha Ganguly, « Bikaneri Camel: An Overview », Latest Trends in Zoology and Entomology Sciences, vol. 2,‎ février 2018, p. 83-87 (DOI 10.22271/ed.book03.a05, lire en ligne)